# 美國國家衛生基金會

## 成立經過
一群美國科學家為了回應社會的需求，於1944年成立了一個以科學研究為基礎的非營利民間組織─美國國家衛生基金會（National Sanitation Foundation），總部設於美國密西根州。經過60多年的發展，美國國家衛生基金會已成為一個具有國際影響力和公信力的機構，並更名為「NSF International」，或簡稱NSF。

## 簡介
- NSF 為一非政府組織/非營利組織(NGO/NPO)，在有關公共衛生、公眾安全之標準開發、產品認證、教育及風險管理等領域上扮演著世界領先者的角色。
- NSF成立60多年來，致力於維護公共衛生、公眾安全和環境保護工作。針對食物、水、室內空氣以及環境等領域，
- NSF 發展了許多國家標準，並透過其公共衛生教育中心提供學習機會；同時也是第三公正檢測服務單位。合作對象包括工業界、政府管理機構及消費者。
- NSF 於健康及環境科學的科學及技術專業受到廣大的肯定。其專業技術人員均來自公、私立機關具有相關經驗背景的工程師、化學家、毒理學家、衛生保健專家。
- NSF 的專業形象及技術受到全世界的認同，也成為世界衛生組織  在食品及水安全、室內環境健康合作中心。
- NSF的服務範圍遍及世界 80 餘國，其總部位於美國密西根州(Ann Arbor, Michigan, US)。NSF 商標在全世界受到肯定並受到美國各層級政府管理機構的信賴。

## 標準制訂
如
- 飲用水
- 生物安全櫃

## 外部連結
- NSF International官方網站 （页面存档备份，存于）